# Химический синтез
Хими́ческий си́нтез — раздел химии, в котором рассматриваются пути и методы искусственного создания химических соединений в лабораторных и промышленных масштабах. В зависимости от природы продукта синтез может быть органическим или неорганическим. Промышленный органический синтез подразделяется на основной органический синтез и тонкий органический синтез. Химический синтез можно рассматривать как  процесс создания сложных молекул из более простых или получения менее доступных соединений из более доступных (то есть выпускаемых промышленностью). Как правило, синтез сложных веществ разбивают на ряд этапов (стадий), на каждом из которых происходит образование одной — двух связей или фрагментов будущей целевой молекулы или подготовка к созданию таких связей, что определяется стратегией и тактикой синтеза.
Понятие синтеза в современном смысле этого слова ввёл немецкий химик Герман Кольбе.

## История химического синтеза
Органическая химия к началу XIX века являлась  эмпирической и описательной наукой. Доминировало мнение, что только «жизненная сила» способна к синтезу органических веществ. Берцелиус в 1833 году пришел к выводу о невозможности органического синтеза вне живых тел.
Исследования Гей-Люссаком циана в 1815 году и гремучей кислоты Либихом и Гей-Люссаком в 1824, синтез мочевины Фридрихом Вёллером существенно мнение химиков не изменили. В 1840 году Дюма и Либих определили органическую химию, как «химию сложных радикалов», поскольку сформировалось мнение, что химические радикалы в химических реакциях сохраняются без изменения. Теория замещения, опубликованная Дюма в 1834 году значительно способствовала теории радикалов, которая трансформировалась в теорию эквивалентных остатков Жерара.
В 1845 году Герман Кольбе впервые ввел термин «синтез» применительно к следующей последовательности реакций получения уксусной кислоты из простых веществ
{\displaystyle {\ce {{C}+2S->[{t~^{0}C}]CS_{2}->[Cl_{2}]CCl_{4}->[{t~^{0}C}]CCl_{2}{=}CCl_{2}->[{Cl_{2}}+{H_{2}{O}}]CCl_{3}CO_{2}H->[{1.Na{(Hg)}}][{2.{H_{3}}{O}^{+}}]CH_{3}CO_{2}H}}},
отметив при этом:
...примечательным фактом является то, что уксусная кислота, ранее известная только как продукт окисления органических веществ, может быть синтезирована непосредственно из своих элементов. <...> Если когда-нибудь удастся превратить уксусную кислоту в спирт и восстановить его в  сахар и крахмал, то мы, очевидно, сможем получить эти универсальные составные части растительного мира из их простейших компонентов так называемым искусственным способом.

## Стратегии и тактика синтеза
В синтезе химических веществ основными являются две задачи :
- разработка общей концепции синтеза — выбор оптимальных (доступных) исходных веществ, для того чтобы в минимальное количество стадий (или с минимальными затратами времени или энергии) получить целевое вещество (стратегия синтеза);
- выбор или разработка новых конкретных синтетических методов или подбор реагентов и условий проведения химических реакций, которые дают возможность построения необходимой связи в структуре молекулы целевого соединения (тактика синтеза).

## Неорганический синтез
Неорганический синтез применяются для получения неорганических и координационных соединений. Наглядным примером является получение противоракового лекарственного средства цисплатин из тетрахлороплатината калия:

## Органический синтез
Органический синтез — раздел органической химии  и технологии, занимающийся изучением лабораторных (тонкий органический синтез) и промышленных (основной органический синтез) методов получения органических соединений. Одной из главных задач органического синтеза является разработка оптимального пути получения органического соединения с заранее заданной структурой с использованием конкретных методов химических превращений по созданию новых связей С—С, введения функциональных групп и др. При этом также разрабатываются и применяются методы выделения целевых веществ из реакционных смесей и их дальнейшей очистки, а также методы физической органической химии для установления строения и состава получаемых соединений.
Большое влияние на лабораторный органический синтез оказали работы Роберта Вудворда, синтезировавшего целый ряд сложных природных соединений и получившего в 1965 году Нобелевскую премию по химию за выдающийся вклад в искусство органического синтеза.
Если химический синтез начинается с основных лабораторных соединений, процесс считается чисто синтетическим. Если он начинается с продукта, выделенного из растений или животных, то  — полусинтетическим.

## Синтетический и искусственный
Не следует путать термины «синтетический» и «искусственный». Искусственный материал — полученный путём физической модификации сырья.
Например:
- Синтетические волокна — капрон, нейлон. Искусственное стекло-волокно, вискозное волокно, асбестовые.
- Синтетическая кожа — лабораторный способ выращивания плёнки, подобной коже. Для трансплантции кожи. Искусственная кожа — придание сырью (пористому полимеру) внешнего вида и свойств выделанной кожи животных. В данном случае синтезируется полимер, а не окончательное изделие.
- Синтетическая еда — существует только в фантастических романах. Искусственная еда — полуфабрикаты из сои, содержащие добавки, имитирующие вкус известных и популярных продуктов.